# Laghouat
Laghouat là một đô thị thuộc tỉnh Laghouat, Algérie. Dân số thời điểm năm 2002 là 107.273 người.